# Štadión PFK Piešťany
Štadión PFK Piešťany – wielofunkcyjny stadion w Pieszczanach, na Słowacji. Obiekt może pomieścić 8000 widzów. Swoje spotkania rozgrywają na nim piłkarze klubu PFK Piešťany.